# Jamník, Liptovský Mikuláš
Jamník este o comună slovacă, aflată în districtul Liptovský Mikuláš din regiunea Žilina. Localitatea se află la altitudinea de 700 m deasupra n.m., se întinde pe o suprafață de 45,98 km2 și în 2017 număra 455 de locuitori.

## Istoric
Localitatea Jamník este atestată documentar din 1346.

## Demografie
| An:                | 1994 | 2004    | 2014   | 2024   |
| ------------------ | ---- | ------- | ------ | ------ |
| Număr de persoane: | 372  | 424     | 459    | 462    |
| Diferență:         |      | +13,97% | +8,25% | +0,65% |

| An:                | 2023 | 2024   |
| ------------------ | ---- | ------ |
| Număr de persoane: | 465  | 462    |
| Diferență:         |      | −0,64% |